# Joe Haeg
Joe Haeg (Lake Shore, 11 marzo 1993) è un giocatore di football americano statunitense che milita nel ruolo di offensive tackle per i Pittsburgh Steelers della National Football League (NFL). Fu scelto nel corso del 5º giro (155º assoluto) del Draft NFL 2016 dai Colts. Al college ha giocato a football per North Dakota State.

## Carriera universitaria
Haeg frequentò la North Dakota State University dal 2011 al 2015 e giocò per i North Dakota State Bison. In quattro stagioni disputò 60 partite da titolare giocando come offensive tackle destro e sinistro. Aiutò la squadra a vincere il titolo nazionale della NCAA Division I FCS.

## Carriera professionistica

### Indianapolis Colts
Haeg fu scelto nel corso del quinto giro (155º assoluto) nel Draft NFL 2016 dagli Indianapolis Colts. Debuttò come professionista nel secondo turno contro i Denver Broncos e, a partire dalla gara successiva, scese in campo come titolare per il resto della stagione. La stagione da rookie si concluse così con 15 presenze. Nel 2017 disputò 16 partite, 15 da titolare come offensive tackle destro e guard destro.
Nel 2018 Haeg partì da tackle destro titolare in due partite e una come tackle sinistro, per poi subire un infortunio alla caviglia nel terzo turno. Venne segnato nella lista delle riserve il 23 settembre 2018. Fu attivato alla prima squadra il 1º dicembre 2018. Terminò la stagione 2018 con otto presenze (di cui sei da titolare).La linea offensiva dei Colts si dimostrò tra la più solide della lega, permettendo solamente 18 sack agli avversari, e permettendo al running back Marlon Mack di far registrare 908 yard corse e nove touchdown. I Colts terminarono la stagione regolare con un record di 10–6, aggiudicandosi il secondo posto nella division e la prima partecipazione ai play-off dal 2014.

### Tampa Bay Buccaneers
Il 21 marzo 2020 Haeg firmò un contratto di un anno con i Tampa Bay Buccaneers. Il 7 febbraio 2021 scese in campo nel Super Bowl LV contro i Kansas City Chiefs campioni in carica nella vittoria per 31-9, conquistando il suo primo titolo.

### Pittsburgh Steelers
Il 24 marzo 2021 Haeg firmò un contratto biennale con i Pittsburgh Steelers.

## Palmarès
- Super Bowl : 1

Tampa Bay Buccaneers: LV
- National Football Conference Championship: 1

Tampa Bay Buccaneers: 2020